# Onthophagus nilgirensis
Onthophagus nilgirensis är en skalbaggsart som beskrevs av Gillet 1922. Onthophagus nilgirensis ingår i släktet Onthophagus och familjen bladhorningar. Inga underarter finns listade i Catalogue of Life.